# Anselmo Duarte
Anselmo Duarte Bento (* 21. April 1920 in Salto, São Paulo; † 7. November 2009 in São Paulo) war ein brasilianischer Schauspieler, Filmregisseur und Drehbuchautor.

## Leben
Anselmo Duarte gilt als Wegbereiter des neuen brasilianischen Kinos Cinema Novo der späten 1950er und 1960er Jahre. Seine Werke wurden mehrfach ausgezeichnet, so gewann er beispielsweise für „Fünfzig Stufen zur Gerechtigkeit“ (O Pagador de Promessas) bei den Filmfestspielen von Cannes 1962 die Goldene Palme. Außerdem wurde dieser Film für einen Oscar nominiert. Sein Film „Die Besessenen von Catulé“ (Vereda de Salvação) lief im Wettbewerb der Berlinale 1965.
Anselmo Duarte starb im Alter von 89 Jahren nach einem Schlaganfall in einem Krankenhaus in São Paulo.

## Filmografie (Auswahl)
Darsteller
- 1947: Não Me Digas Adeus
- 1962: Fünfzig Stufen zur Gerechtigkeit (O Pagador de Promessas)
- 1964: Die Besessenen von Catulé (Vereda de Salvação)
- 1987 Brasa Adormecida